# マヌエル・デランダ
マヌエル・デランダ（Manuel DeLanda, 1952年 - ）は、メキシコ系アメリカ人の著述家、アーティスト、哲学者。1975年からニューヨークに住んでいる。スイスにあるヨーロッパ大学院大学で現代哲学と科学の教授を務める。プリンストン大学の兼任講師としてセミナーを開いており、都市を歴史的アクターとして捉え、それを理解する上で物質文化が重要であると強調している。スクール・オブ・ビジュアル・アーツで美術学士号（1979年）、ヨーロッパ大学院大学からメディア・コミュニケーション学で博士号（2010年）をそれぞれ取得している。
デランダは2004年から2012年までペンシルベニア大学デザイン学部建築学科で兼任講師を務めた。また、南カリフォルニア大学建築学部で客員教授として、春学期に2週間の集中講義を教え、自己組織化と都市性について講義した。コロンビア大学大学院建築学部計画・保存学科の兼任准教授として1995年から2006年まで教えた。クーパーユニオンのアーウィン・S・チャニン建築学部の兼任教授も務めた、現在、プラット・インスティテュート建築学部教授である。

## 映像
デランダはニューヨークに移住後、1975年から1982年にかけてスクール・オブ・ビジュアル・アーツの課題制作の一環として、いくつかの実験映像を撮影した。このときのスーパー8mm、16mmフィルムはノー・ウェイヴに影響を受けたもので、映像に対する方法論的・理論的なアプローチでもあった。オリジナルのネガフィルムが失われてしまったので、流通しているフィルムを回収し、2011年にアンソロジー・フィルム・アーカイブスがそれらの修復・再発行を行った。映像作家のニック・ゼッドは著書『Cinema of Transgression Manifesto』にてデランダに触れ、ニューヨークを拠点とした多くの実験映像作家の一人として扱っている。2010年には、セリーヌ・ダンヒアの懐古的ドキュメンタリー『Blank City』に出演した。デランダの映像作品の多くは、大陸哲学と批判理論からのインスパイアを受けており、最も有名な作品の一つに『Raw Nerves: A Lacanian Thriller』（1980年）がある。1980年代中期には、ボードリヤールとドゥルーズの理論、命令とコントロールの技術、複雑系と人工生命（セル・オートマトンを含む）に対する唯物論的関心、これらを非決定論的に総合する段階に移った。この時期の著作として、『Policing the Spectrum』（1986年）、『War in the Age of Intelligent Machines』（1992年）がある。このときにはもう、「ポスト・フロイト的な無意識の理論や、映画理論のすべて」に対する関心は失われていたという。

## 哲学
デランダの著作には次のものがある。『War in the Age of Intelligent Machines』（1991年）、『A Thousand Years of Nonlinear History』（1997年）、『Intensive Science and Virtual Philosophy』（2002年）、『A New Philosophy of Society: Assemblage Theory and Social Complexity』（2006年）。論文の業績も多数あり、ヨーロッパやアメリカでの講義経験も豊富である。著作ではフランスの哲学者ジル・ドゥルーズとフェリックス・ガタリの理論を主に扱う一方で、近代科学、自己組織化、人工生命・人工知能、経済学、建築、カオス理論、科学史、非線形力学、セル・オートマトンについても主題的に論じている。
『Intensive Science and Virtual Philosophy（『強度の科学と潜在性の哲学』）』（2002年）では、観念論の系譜にある大陸哲学と英米圏の分析哲学とが水と油であると説く一方、両者をつなぎ、分析哲学者や科学者がドゥルーズ思想を用いることができるように理解させる意図から、複雑系科学の文脈での解説を試みるという、デランダ特有のドゥルーズ理解が述べられている。
また「新しい唯物論」と呼ばれる潮流の提唱者として知られている。デランダは1990年代後半に哲学者でフェミニズム理論家のロッシ・ブライドッティとともに「新しい唯物論」という語を提出し、心身二元論、文化／自然の二分法、超越論的哲学、人間主義的哲学の伝統に対する疑義を呈している。
最新著（2015年現在）の『Philosophical Chemistry: Genealogy of a Scientific Field』では、デランダによる科学哲学・科学論に対する革命的な介入が更に推し進められている。

## 著作
- War in the Age of Intelligent Machines (1991)
杉田敦訳『機械たちの戦争』アスキー、1997年
- A Thousand Years of Nonlinear History (1997)
- Intensive Science and Virtual Philosophy (2002)
- A New Philosophy of Society: Assemblage Theory and Social Complexity (2006)
篠原雅武訳『社会の新たな哲学――集合体、潜在性、創発』人文書院、2015年[11]
- Deleuze: History and Science (2010)
- Philosophy & Simulation: The Emergence of Synthetic Reason (2011)
- Philosophical Chemistry: Genealogy of a Scientific Field (2015)